# Universidade Técnica de Oruro
A Universidade Técnica de Oruro (UTO) é uma das dez instituições de ensino superior da Bolívia, localizada na cidade de Oruro. 
A universidade foi criada em 15 de outubro de 1892 como "Distrito Universitário de Oruro". Mudou seu nome para "Universidad San Agustín" em 1937, adotando seu atual nome em 1941.
Uma das faculdades mais prestigiadas da universidade é a Faculdade Nacional de Engenharia.